# Annika Billstam
Annika Elisabet Billstam, född 8 mars 1976 i Ärentuna, är en svensk tidigare orienterare som tävlar för OK Linné, moderklubb Järfälla OK. Hon blev världsmästare i långdistans 2011 i Frankrike, där hon utklassade alla konkurrenter, samt på medeldistans 2014 och 2015. Totalt har hon under karriären erövrat 14 VM-medaljer. 2015 meddelade hon att hon avslutar sin elitkarriär inom orientering.
Billstam har även provat på att tävla i friidrott där hon har representerat klubben Rånäs 4H.